# Valonski rat
Valonski rat je bio oružani sukob u Valoni (albanski: Vlorë), luci u Albaniji.
Sukobljene strane su bile domaći Albanci i talijanske postrojbe koje su držale grad od početka prvog svjetskog rata, 
Borbe su započele 5. lipnja 1920., nakon što je talijanski general S. Piaccenti odbio predati valonski okrug albanskoj vladi. 
Nacionalni odbor za obranu je organizirao albanske dragovoljce, čiji je broj dosegao 4000. U isto vrijeme, Italija je imala 20.000 dobro naoružanih vojnika u tom području.
Nador albanskih snaga te revolucionarni pokreti u Italiji su onemogućili pojačanja Talijanima.
2. kolovoza 1920. je potpisan albansko-talijanski protokol, temeljem kojeg se Italija morala povući iz Albanije. 
Time je došao kraj talijanskim traženjima za Valonom i mandatom nad Albanijom, a ozemlje albanske države je bilo spašeno od daljnjeg komadanja.